# Cosmologia bíblica
La Cosmologia bíblica defineix l'estructura i la història de l'Univers segons la Bíblia. Els diferents autors de la Bíblia hebrea ens donen pinzellades esporàdics de la seva visió respecte a l'astronomia i cosmologia. Aquests punts de vista poden ser ajuntats per formar una visió de la Bíblia sobre l'univers físic. Les frases descriptives utilitzades pels autors de la Bíblia s'ajustaven a les idees elementals i naturals de l'època pre-moderna (Edat de Ferro).

## Planeta Terra
El planeta terra es presenta com un disc circular, que s'estén entre el regne de la llum per sobre i l'abisme de la foscor per sota. La paraula UM, en hebreu raqiya, expressa la idea d'una volta sòlida, transparent, dividint "les aigües de sobre" i les aigües de sota (mars, llacs, rius i fonts). A través de les comportes d'aquest firmament, les aigües sostingudes són en la deguda mesura, distribuïdes per la terra.

## Eclipsis
Malgrat l'astronomia considera els eclipsis de sol i de lluna com fenòmens cíclics naturals en la bíblia foren utilitzats com signes de la fatalitat pels profetes Joel i Amós. Els càlculs moderns mostren eclipses solars que foren visibles a la Palestina antiga en els anys 831, 824, i 763 aC, a on probablement la lluna quedava envermellida per la immersió en l'ombra de la Terra formant un espectacle sinistre que era emprat per alguns per especular sobre la fi del món.

## Els planetes
Venus i Saturn són els únics planetes esmentats a l'Antic Testament.

### Venus
A Isaïes 14:12 Helel és la ("estrella del matí, el fill de l'aurora") es tradueix com Lucifer en la Vulgata, però el seu significat és incert.

### Saturn
Saturn és esmentat per l'estrella Kaiwan, adorat pels israelites al desert (Amós 5:26). La mateixa paraula (interpretada en el sentit de "ferm") designa sovint, en les inscripcions de Babilònia, el més lent el moviment de planeta, mentre que Sakkuth, la divinitat associada amb l'estrella pel profeta, és una denominació alternativa per Ninurta, que, com un déu-planeta de Babilònia, es va fusionar amb Saturn. Els antics sirians i àrabs, també, anomenen Saturn Kaiwan, els termes corresponents a la de Zoroastre Bundahish se Kevan. Els altres planetes són individualitzats a la Bíblia només per implicació. L'adoració dels déus relacionats amb ells es denuncia, però sense cap intenció manifesta de referir-se als cossos celestes. Així doncs, Gad i Meni (Isaïes, LXV, 11) són, sens dubte, el "major i el menor fortuna" tipificat en tot l'Orient per Júpiter i Venus ;Neba, la deïtat tutelar de la Borsippa (Isaïes XLVI, 1), va brillar en el cel, com Mercuri, i Nergal trasplantats d'Assíria per Kutha (2 Reis 17:30), com Mart.

## Estrelles
"L'exèrcit del cel", és una expressió que en les Sagrades Escriptures es repeteix amb freqüència. Té tant un significat general com específic. Es designa, en alguns passatges, com tota la gamma d'estrelles, en altres s'aplica en particular al sol, la lluna i els planetes.
Diversos versets bíblics descriuen les estrelles com petites llums situades en el firmament, que poden caure. Els exemples inclouen a Daniel 8:10, Mateu 24:29, Marc 13:25, Apocalipsi 6:13, Apocalipsi 8:10, Apocalipsi 9:1 i Apocalipsi 12:4. De vegades es diu que aquestes "estrelles fugaces" són meteors, que el cop de cua d'un drac les fa caure a Apocalipsi 12:4.
Noms de les estrelles
Noms d'estrelles i constel·lacions:
- KIMAH: Plèiades;
- El Kesil: Orió;
- Ash, o Ayish, el Híades;
- Mezarim, els Ossos (Ossa Major i Ossa Menor);
- Mazzaroth, Venus (Llucifer i Hesperus);
- Thema Hadre - "les càmeres del sud" - Canopus, la Creu del Sud i Alfa Centauri;
- Nachash, Draco.

## Firmament

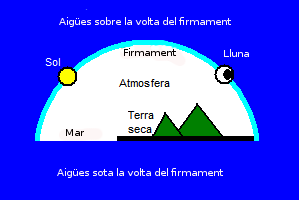
El firmament segons Gènesi 1,1

La volta estelada o firmament, és comparat per Isaïes a una tenda de campanya estesa per l'Altíssim.
El cel, la casa de les estrelles, és descrit com un "raqiya" (· ah, ra · ke 'hebreu per a una superfície sòlida estesa o extensió plana, considerat com una capa sòlida de la Terra, de Raqa, Strong 7.554. "correctament, una extensió, és a dir, el firmament o aparentment l'arc visible del cel".
Segons Gènesi 1:6-7, aquest raqiya es trobava "enmig de les aigües" i va separar "les aigües que estaven sota de la raqiya" de "les aigües que estaven per sobre de la raqiya". També hi va haver llumineres col·locades en la raqiya o firmament (expansió), per donar llum sobre la terra (Gènesi 1:14-17), sent el Sol, la Lluna i les estrelles.
La redacció poètica dels Salms, (Salm 19:1) indica el raqiya "anuncia l'obra de les mans [de Déu]" i el Salm 150:1 utilitza raqiya com un emplaçament o lloc per al poder de Déu. A la profecia de Daniel 12:3, raqiya ("extensió del cel") es compara amb aquells que tenen coneixement que brilla.
Segons la visió d'Ezequiel (Ezequiel 1), la raqiya, que representa el cel, sembla de gel o de vidre (Ezequiel 1:22).
Segons el llibre de Job (Job 26:11), el cel té pilars.